# メーラーオ郡
座標: 北緯19度47分24秒 東経99度41分59秒 / 北緯19.79000度 東経99.69972度
メーラーオ郡（メーラーオぐん）はタイ北部・チエンラーイ県にある郡（アムプー）。

## 名称
メーラーオとは郡内を流れるラーオ川のことである。

## 歴史
1993年5月31日m、チエンラーイ市から分離して分郡（キンアムプー）となったが、元々、タムボン・ドンマダ、タムボン・チョームモークケーオ、タムボン・ブワサーリー、タムボン・パーコーダムからなっていた。1996年12月5日、郡（アムプー）に昇格した。

## 地理
郡庁はラーオ川の形成した台地にあり、郡内の主な水源もラーオ川である。北から南西、南東は山岳地帯である。郡の北西にナムトック・クンコーン森林公園がある。
南北に国道1号線（パホンヨーティン通り）が通っており北はチエンラーイ、南はパヤオ方面に通じる西に国道108号線が延びており、チエンマイ方面と通じている。

## 経済
郡内の主な産業は農業で、コメ、トウモロコシ、茶、ロンガン、レイシなどが生産されており、牧畜なども行われている。

## 行政区分
郡は5のタムボンに分かれ、さらにその下位に63の村がある。自治体（テーサバーン）があり以下のようになっている。
- テーサバーンタムボン・メーラーオ・・・タムボン・ドンマダの一部
- テーサバーンタムボン・パーコーダム・・・タムボン・パーコーダム、タムボンチョームモークケーオの一部

また、郡内には5のタムボン行政体（オンカーンボーリハーンスワンタムボン）がある。
1. タムボン・ドンマダ・・・ตำบลดงมะดะ
2. タムボン・チョームモークケーオ・・・ตำบลจอมหมอกแก้ว
3. タムボン・ブワサーリー・・・ตำบลบัวสลี
4. タムボン・パーコーダム・・・ตำบลป่าก่อดำ
5. タムボン・ポーンプレー・・・ตำบลโป่งแพร่